# Kartlie intérieure
La Kartlie intérieure, parfois Karthlie intérieure (en géorgien : შიდა ქართლი, phonétiquement chida kartli), est une région administrative qui a appartenu à la province historique de Kartlie, au centre de la Géorgie. Elle a été amputée de la moitié de sa superficie par la sécession de l’Ossétie du Sud qui, pour la Géorgie et la grande majorité des pays de l'ONU, est une région autonome faisant notamment partie de la province de Kartlie intérieure. Son chef-lieu est Gori.

## Géographie
De jure elle est bordée au nord par la Russie, à l'est par la Kakhétie, au sud par la Basse Kartlie et la Samtskhé-Djavakhétie, à l'ouest par l'Iméréthie et la Ratcha-Letchkhoumie et Basse Svanétie.
De facto la sécession de la « République autoproclamée d'Ossétie du Sud » a fait disparaître ses frontières avec la Russie (tunnel de Roki) ainsi qu'avec la Ratcha-Letchkhoumie et Basse Svanétie.

### Climat
La Kartlie intérieure a divers climats : dans sa partie centrale, dans la plaine, il est humide modéré, avec des hivers froids modérés et des étés longs et chauds. À l'est des environs de Gori, le long de la vallée de Koura (jusqu'à 600 m), est transitionnel entre des zones subtropicales sèches et des zones subtropicales humides modérées, avec des hivers froids modérés et des étés chauds. Au nord de la plaine, sur le versant sud du Grand Caucase (1 100-1 900 m) et au sud, sur les pentes nord de la chaîne de Trialeti (1 400-1 900 m), le climat est modéré humide avec des hivers froids et de longs étés et de 1 900 m à 2600 m avec des hivers froids et des étés courts. Sur les pentes méridionales du Grand Caucase, de 2 600 m à 3 400 m, il est représenté un climat humide modéré des hautes terres avec un manque d’été vrai et supérieur à 3 400 m - climat humide modéré des hautes terres avec neige et glaciers permanents. À l'ouest de la région, sur le Likhi, une altitude supérieure à 900 m est répartie entre les hautes terres transitoires et le climat humide et continental. Dans la partie la plus au nord-ouest de la région, sur les pentes occidentales de l'aire de répartition du Likhi et de la chaîne des Ratcha, se trouve un climat humide avec des hivers froids et des étés courts et au-dessus de 2600 m.  

## Histoire

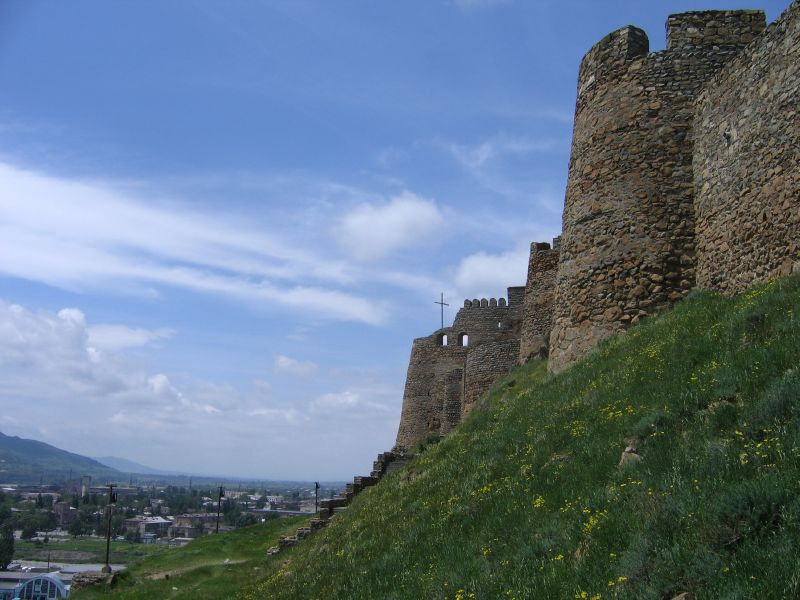
La forteresse de Gori

Après la chute de l'URSS, de janvier 1991 à juin 1992, la région a été le théâtre d'un premier conflit armé entre forces ossètes et forces géorgiennes : il s'est conclu par un accord de cessez-le-feu et l'implantation d'un contingent militaire russe sur la partie nord du territoire.
En août 2008, un deuxième conflit, entre forces ossètes et russes d'une part et forces géorgiennes d'autre part, a vu le jour : il s'est conclu par un cessez-le-feu lui aussi, l'amputation de la Kartlie intérieure d'un district complet (Djava), d'une partie de deux districts (Gori et Kareli) et d'une ville autonome (Tskhinvali).

## Subdivisions administratives
Pour les autorités géorgiennes, la région est composée de 5 districts et d’une ville à statut particulier, dont certains territoires de se trouvent de facto dans la région sécessionniste d’Ossétie du Sud-Alanie
- Djava, en Ossétie du Sud[Note 2]
- Gori, en partie en Ossétie du Sud[Note 3]
- Kaspi
- Kareli, en partie en Ossétie Sud[Note 4]
- Khachouri
- Tskhinvali, ville à statut particulier, en Ossétie du Sud.

## Démographie

### Évolution de la population (2011 à 2016)
Du 1er janvier 2011 au 1er janvier 2016, la population a diminué de 50  000 personnes. Si les surestimations administratives en sont une cause, la sous-estimation du phénomène de migration en est une autre : les mouvements de population des campagnes vers les villes (essentiellement  Tbilissi) et des villes vers l'étranger se poursuivent, sans oublier les conséquences de la guerre d’août 2008.
| Année | Urbaine | Rurale  | Totale  |
| 2011  | 120 900 | 192 100 | 313 000 |
| 2012  | 121 600 | 193 000 | 314 600 |
| 2013  | 121 200 | 192 300 | 313 500 |
| 2014  | 121 300 | 192 500 | 313 800 |
| 2015  | 105 200 | 158 200 | 263 400 |
| 2016  | 105 400 | 158 400 | 263 800 |

### Répartition des groupes ethniques (2014)
| Groupe ethnique | Population | Population |
| --------------- | ---------- | ---------- |
| Géorgiens       | 249 479    | 94,7 %     |
| Azéris          | 5 501      | 2,1 %      |
| Ossètes         | 4 668      | 1,8 %      |
| Arméniens       | 2 072      | 0,8 %      |
| Russes          | 758        | 0,3 %      |
| Autres          | 904        | 0,3 %      |
| Total           | 263 382    | 100 %      |

## Tourisme
La référence étant l'autoroute, la zone sud est en 2017 à peu près sûre mais tendue, la zone nord est à peu près contrôlée par les Russes ou les Ossètes, et à éviter. Gori et Surami peuvent servir de bases pour rayonner dans la région du Petit Caucase.
Autres zones intéressantes : 
- Igoétie : Samtavissi et sa cathédrale,
- Kaspi (vallée de la Koura)
  - Métékhi, Akhalkalaki-Garikhoula,
  - Ouplistsikhé, ancienne ville troglodytique,
- Région de Karéli
  - Gori et sa forteresse,
  - Ourbnissi, ancienne ville troglodytique, et son église,
  - Rioussi, et son église,
  - Gori Djvari, et son église,
  - église d'Aténis Sioni,
- Vallée de la Dzama (en 4x4)
  - (Khintsivi) et son monastère,
  - Forteresse d'Ortubani,
  - (Khachouri)
  - Surami, et sa forteresse,
  - Parc national de Bordjomi-Kharagaouli
- (Kaspi)